# بيلار مونتينيغرو
بيلار مونتينيغرو (بالإسبانية: Pilar Montenegro)‏ هي مغنية وفنانة وممثلة مكسيكية، ولدت في 31 مايو 1972 في مدينة مكسيكو في المكسيك.

## وصلات خارجية
- بيلار مونتينيغرو على موقع IMDb (الإنجليزية)
- بيلار مونتينيغرو على موقع ميوزك برينز (الإنجليزية)
- بيلار مونتينيغرو على موقع أول ميوزيك (الإنجليزية)
- بيلار مونتينيغرو على موقع ديسكوغز (الإنجليزية)
- بيلار مونتينيغرو على موقع قاعدة بيانات الفيلم (الإنجليزية)
- بيلار مونتينيغرو على موقع كينوبويسك (الروسية)